# تيم بيلي
تيم بيلي (بالإنجليزية: Tim Baillie)‏ هو كاياكير بريطاني، ولد في 11 مايو 1979 في أبردين في المملكة المتحدة.

## وصلات خارجية
- تيم بيلي على موقع أوليمبيديا (الإنجليزية)
- تيم بيلي على موقع اللجنة الأولمبية البريطانية (الإنجليزية)